# Bouchra Ijork
Bouchra Ijork (née en 1976 à Casablanca) est une réalisatrice, scénariste, dramaturge et actrice marocaine. Elle a étudié les arts dramatiques au Maroc, et est diplômée de l'ISADAC en 1998. Elle a ensuite effectué un bref passage dans quelques rôles au théâtre et à la télévision avant de se rendre en France et d'étudier à La Fémis,,,,,.

## Travail

### Filmographie (en tant que réalisatrice)

#### Téléfilms
- 2007: L'Orange amère[7]
- 2004: Al Bahja

#### Courts métrages
- 2004: Karawane, l'oiseau libanais

### Théâtre
- 1996: Parlons de la mort
- 1998: Le pain nu